# ジョン・ベイリー (文芸評論家)
ジョン・ベイリー（John Oliver Bayley、1925年3月27日 - 2015年1月12日）は、イギリスの文芸評論家。
元・オックスフォード大学教授。
妻は哲学者・作家のアイリス・マードック。

## 略歴
インドのラホールに生まれる。イートン校、オックスフォード大学に学ぶ。
1956年、6歳年上のアイリス・マードックと結婚。アイリスは他の男女と性的関係をもった。
マードックの死後『アイリスとの別れ』を執筆、本作は2001年に『アイリス』として映画化された。
1974年から1992年までオックスフォード大学教授。  

## 日本語訳された作品
- 『トルストイと小説』（海老根宏訳、研究社出版） 1973
- 『愛のキャラクター 文学における人物像の研究』（高津昌宏監訳、関口章子, 中山潤訳、南雲堂フェニックス） 2000
- 「アイリスとの別れ」（朝日新聞社） 2002

1『作家が過去を失うとき』（小沢瑞穂訳）
2『愛がためされるとき』（中井悠紀子訳）
- 『赤い帽子 フェルメールの絵をめぐるファンタジー』（高津昌宏訳、南雲堂フェニックス） 2007